# Link-Management
Link-Management ist eine Disziplin des operativen Managements. Ziel des Link Managements ist es, relevante Informationen und Daten so bereitzustellen, dass diese mit einem minimalen Aufwand aufrufbar sind. Link Management ist verwandt mit dem Wissensmanagement, spezialisiert sich jedoch auf den optimalen Zugang zu allen Dokumenten, Informationen und Daten, die in der täglichen Arbeit gebraucht werden.
Beim Link-Management lassen sich die folgenden Ebenen unterscheiden:
- der Zugang zu relevantem Wissen und statischen Informationen der Organisation, bislang vor allem über das Intranet ermöglicht

- der individuelle und gemeinsame Zugang zu den wichtigsten Arbeitsdokumenten

- die Verbindung der Arbeitsobjekte mit dem relevanten Wissen und den Umfeldinformationen, die die Bearbeitung des Objektes unterstützen oder überhaupt erst ermöglichen.

Bekannte Link-Management-Mittel sind Lesezeichen oder die Desktopsuche.